# 몽키스

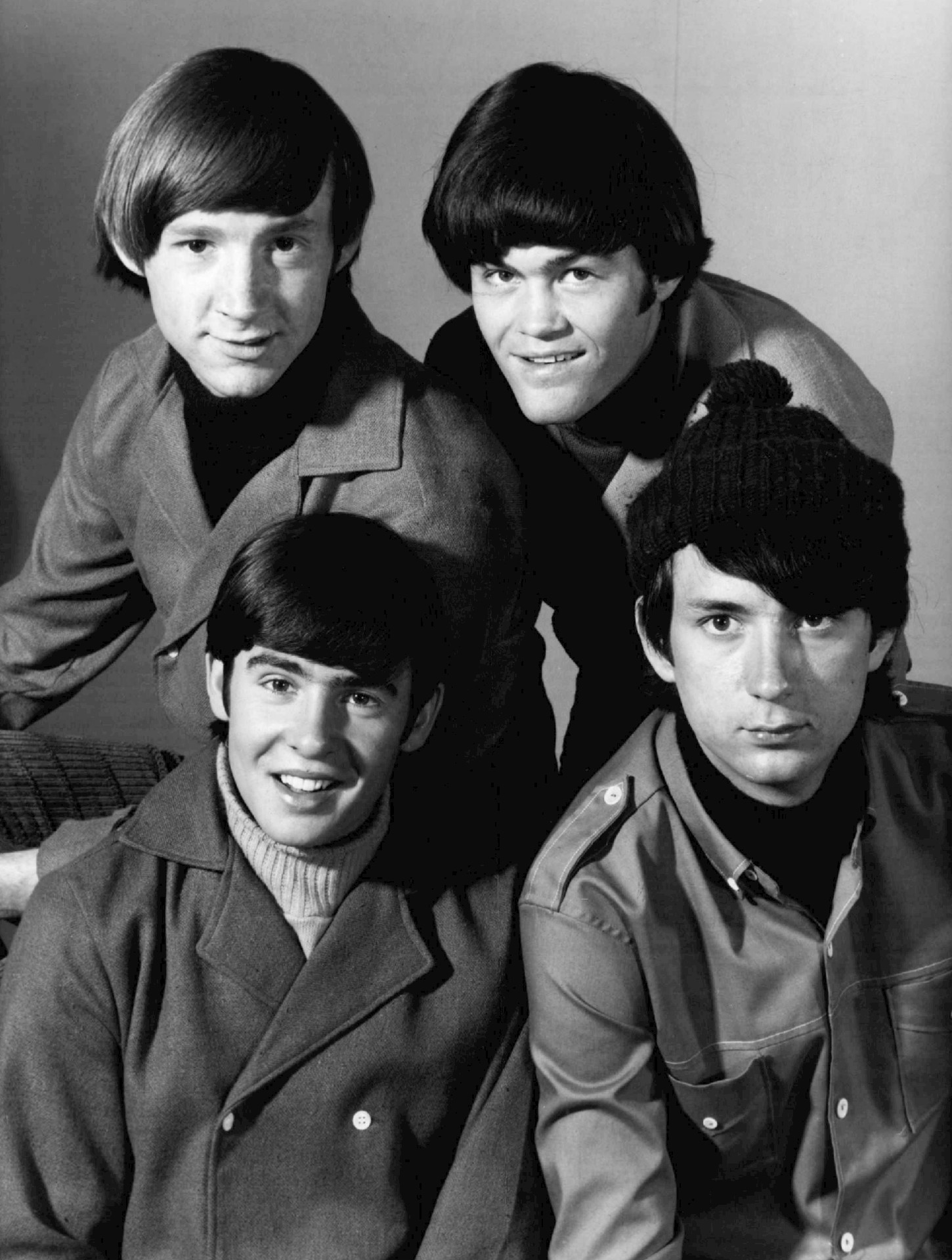
1966년경 사진

몽키스(The Monkees)는 1966년에서 1971년까지 활동한 록, 팝 밴드다. 다만, 해산 뒤에도 음반 및 순회공연을 위해 재결합하기도 했다. 1965년 밥 라펠슨과 버트 슈나이더가, 1966년에서 1968년까지 방영된 텔레비전 시리즈 《더 몽키스》를 위해 로스앤젤레스에서 결성했다. 미키 돌렌즈, 마이클 네스미스, 피터 토크, 영국계 배우 겸 가수 데이비 존스가 성원이었다. 음악은, 프로듀서 돈 커시너의 감리를 받았고 작곡협력 관계의 토미 보이스와 바비 하트의 보조를 받았다.
이들 네 명의 배우 겸 음악가는, 처음 몇 달 동안은 녹음실에서 한정된 역할에 임할 것을 강권받았다. 그 이유인즉 영화 및 텔레비전 시리즈 제작에 필요한 시간의 충당이었다. 그렇지만, 네스미스는 시작부터 곡 몇 개를 자작하고 프로듀싱했으며, 피터 토크는 네스미스의 프로듀싱 아래 한정된 기타 연주로써 공헌하기도 했다. 필경 그들은 밴드명으로 발매되는 일체의 음악 저작들의 감리권을 위해 투쟁했다. 1968년 텔레비전 쇼가 중단되었고 1971년까지 음반으로 활동했다.
1986년 텔레비전 쇼로 리바이벌에 대한 관심이 증폭돼 일련의 재결합 순회공연을 뛰고 새 레코드를 냈다. 여러 차례의 규합에도 성공의 정도는 저마다 천차만별이었다.
2012년 2월 29일 데이비 존스가 급사했지만 생존 성원들은 2012년 11월에서 12월, 2013년 24일 순연을 위해 재결합했다. 2016년, 50주년 기념으로 돌렌즈, 토크를 축으로 재결성되었으며 네스미스는 이따금씩 참여하고 있다.
돌렌즈는 몽키스를 "비틀즈를 지향했었지만, 전연 성공치 못했던... TV 쇼에 이상적인 밴드"라고 표현한다. 공교롭게도 이들 음악가 겸 배우는, 1960년대 가장 성공한 밴드 가운데 하나로 굳어졌다. 〈Last Train to Clarksville〉, 〈Pleasant Valley Sunday〉, 〈Daydream Believer〉 〈I'm a Believer〉 따위의 히트곡을 통해 전 세계적으로 음반 7,500만 장을 팔아 역대 가장 많은 음반을 판 그룹 가운데 하나도 되었다. 1967년경 신문 및 잡지가, 비틀즈와 롤링 스톤스의 매상을 합해도 몽키스 매상을 과수하지 못하더라고 보도한 적이 있는데, 네스미스가 자서전 《끝없는 화요일》(Infinite Tuesday)에서 제가 호주 기자에게 흘린 거짓 정보라고 고백했다.